# Stazione di Dolo
La stazione di Dolo si trova al km 245 della linea Milano – Venezia. Sorge nel territorio comunale di Mirano, precisamente nella frazione di Ballò.

## Strutture e impianti
La stazione ha il fabbricato posto sul lato sud e due binari, uno per senso di marcia, collegati da sottopassaggio; vi sono poi altri due binari a cui non è possibile accedere in quanto vi transitano i convogli diretti e i treni merci della Linea AV/AC. Erano presenti due binari di precedenza situati lato Mestre e dotati di segnale ripetitore, dopo la costruzione della AV/AC questi sono stati smantellati e la stazione collegata in telecomando al SCC di Venezia Mestre.
Il fabbricato è accessibile ai viaggiatori solo piano terra.

## Movimento
La stazione è servita da treni regionali svolti da Trenitalia nell'ambito del contratto di servizio stipulato con Regione del Veneto.

## Servizi
La stazione, che RFI SpA classifica nella categoria silver, dispone dei seguenti servizi:
- Biglietteria self-service
- Sala d'attesa
- annunci sonori
- display arrivi/partenze

La stazione è accessibile ai disabili.
La struttura non è dotata di servizi igienici.